# انهيار سقف ملهى جيت سيت الليلي
في 8 أبريل 2025، انهار سقف ملهى جيت سيت الليلي في سانتو دومينغو، عاصمة جمهورية الدومينيكان، أثناء عرض موسيقي حي. أسفرت الكارثة عن مقتل 221 شخصًا على الأقل وإصابة 255 آخرين، واستلزمت الإخلاء الطبي لأكثر من 150 مصابًا.
وكان من بين القتلى حاكمة مقاطعة مونتي كريستي نيلسي كروز شقيقة لاعب كرة القاعدة الشهير نيلسون كروز، ولاعبي دوري البيسبول الرئيسي السابقين أوكتافيو دوتيل وتوني بلانكو، وعازف الميرينجي روبي بيريز، الذي كان يؤدي عرضًا عندما انهار السقف.

## الخلفية
كان ملهى جيت سيت الليلي في سانتو دومينغو يستضيف حفلة موسيقية لعازف الميرينجو روبي بيريز. افتُتح الملهى الليلي في عام 1973 وخضع للتجديدات في عامي 2010 و2015. كما ضربته صاعقة في عام 2023. يشتهر بعزف موسيقى الرقص الحية في ليالي الاثنين، والتي جذبت العديد من الشخصيات المهمة. على الرغم من أن الملهى الليلي كان يعمل لسنوات، إلا أن المشكلات الهيكلية كانت جديدة نسبيًا. كان المبنى في الأصل دار سينما، والتي كانت لها لوائح سلامة مختلفة.

## الحادث
وقع الانهيار يوم الثلاثاء، 8 أبريل 2025، الساعة 12:44 صباحًا بالتوقيت الأطلنطي الموحد. في ذلك الوقت، كان عدد الحضور في النادي يتراوح بين 500 و1000 شخص. أظهرت لقطات فيديو، يُقال إنها صُوّرت للحفل في المكان، أحد الحضور وهو يشير إلى السقف، قائلًا: "سقط شيء ما من السقف". وكان بيريز ينظر أيضًا إلى جزء من السقف. بعد أقل من 30 ثانية، سُجّل صوت عالٍ، ثمّ اختفى التسجيل، وصاحت امرأة بالإسبانية: "أبي، ماذا حدث لك؟".
وفقًا لروايات شهود عيان، انهار السقف دون سابق إنذار بعد حوالي ساعة من بدء العرض الموسيقي. ولا يزال سبب العطل الهيكلي غير محدد، على الرغم من أن المحققين بدأوا في فحص الموقع بمجرد أن سمحت عمليات الإنقاذ. وقال موسيقي يعزف إلى جانب روبي بيريز إن المكان كان ممتلئًا وقت الانهيار، وأنه اعتقد في البداية أن زلزالًا قد وقع. وأفادت السيدة الأولى لجمهورية الدومينيكان راكيل أرباجي أن حاكم مقاطعة مونتي كريستي المحاصر نيلسي كروز اتصل بالرئيس لويس أبي نادر في الساعة 12:49 صباحًا، بعد وقت قصير من الانهيار.

## التبعات
بدأت مهمة بحث وإنقاذ واسعة النطاق، حيث تم نشر حوالي 400 مستجيب في موقع الكارثة. عمل المستجيبون الأوائل باستمرار لتحديد مواقع الناجين وسط الحطام الهيكلي. وبحسب ما ورد بدأ روبي بيريز، الذي كان يؤدي عروضه عندما وقعت الكارثة، في الغناء لمساعدة رجال الإنقاذ في تحديد موقعه بين الأنقاض. ووفقًا لابنة بيريز، زولينكا، التي نجت من الانهيار، فقد أصيب الفنان بجروح ولكنه ظل في حالة مستقرة بعد إخراجه من الهيكل المنهار. ومع ذلك، تم الإبلاغ عن وفاته لاحقًا.
من الساعة 3 مساءً في يوم الانهيار فصاعدًا، لم يتم العثور على أي ناجين إضافيين من موقع الكارثة. أجرت اثنتان وعشرون وكالة حكومية عمليات إنقاذ في الموقع، والتي شملت ثلاث رافعات والعديد من كلاب البحث أثناء عمليات الإنقاذ، تجمعت الحشود في الخارج للصلاة من أجل الضحايا وغناء الترانيم المسيحية لمساعدة بعضهم البعض على التعامل مع المأساة. تجمع حشد أمام المعهد الوطني لعلم الأمراض الشرعي، الذي عرض صورًا لضحايا الانهيار لتسهيل التعرف عليهم من قبل أحبائهم. بعد الساعة 8 مساءً، تم تعليق التحديثات حتى اليوم التالي، بناءً على الطلبات التي قدمها أقارب الضحايا. ساعد العديد من الضحايا المحاصرين في جهود الإنقاذ من خلال البكاء طلبًا للمساعدة، والبعض الآخر من خلال الاتصال بعائلاتهم.
وثّقت خدمات الطوارئ ما لا يقل عن 138 عملية نقل بسيارات الإسعاف، مع أن العدد الفعلي للمصابين تجاوز 150 مصابًا، وفقًا للمدير الوطني لعمليات إدارة الطوارئ، خوان مانويل مينديز. ويُعزى هذا التباين إلى نقل العديد من المصابين أحيانًا في سيارة إسعاف واحدة. ونُفذت 155 رحلة على الأقل إلى المستشفيات القريبة.
زار لويس أبي نادر موقع الكارثة صباح يوم 8 أبريل لتقييم الوضع والتأكيد على التزام الحكومة بجهود الإنقاذ. وأكد على استخدام "جميع موارد الحكومة" في العملية الجارية. وصلت فرق الإنقاذ من إسرائيل وبورتوريكو والمكسيك إلى سانتو دومينغو في 9 أبريل للمساعدة في جهود الإنقاذ.
فعّلت رئيسة بلدية سانتو دومينغو، كارولينا ميخيا، لجنة الاستجابة للكوارث البلدية، وأعربت عن تعازيها للعائلات التي تنتظر أخبارًا عن أحبائها. ونسقت الحكومة البلدية بشكل وثيق مع خدمات الطوارئ الوطنية لإدارة الأزمة. وتعهدت إدارة ملهى "جيت سيت" الليلي بالتعاون الكامل مع السلطات في التحقيق وتقديم المساعدة للضحايا وعائلاتهم.

## الخسائر
| البلد               | الوفيات | الجرحى      |
| ------------------- | ------- | ----------- |
| جمهورية الدومينيكان | 195     | 181         |
| الولايات المتحدة    | 17      | 1           |
| فنزويلا             | 10      | 5           |
| فرنسا               | 2       | 0           |
| إيطاليا             | 2       | 0           |
| كولومبيا            | 1       | 2           |
| كوستاريكا           | 1       | 0           |
| هايتي               | 1       | 0           |
| كينيا               | 1       | 0           |
| إسبانيا             | 1       | 0           |
| المجموع             | 231     | أكثر من 200 |

أدى الانهيار إلى مقتل 221 شخصًا. وقالت الشرطة إن القتلى شملوا لاعب البيسبول السابق في دوري البيسبول الرئيسي أوكتافيو دوتيل ولاعب البيسبول توني بلانكو (الذي توفي أثناء إنقاذ إستيبان جيرمان) وروبي بيريز. تم تأكيد وفاة لاعب المنتخب الوطني لكرة القدم لويس جيلين ومصمم الأزياء مارتن بولانكو ومدير البنية التحتية الحضرية في مكتب عمدة المنطقة الوطنية كريستيان أليخاندرو تيجيدا بيتشاردو. وقال مدير روبي بيريز إن عازف الساكسفون الخاص به قُتل أيضًا.
كما قُتلت لوسيلا رامون، المسؤولة في برنامج الغذاء العالمي التابع للأمم المتحدة، وابنتها. وكان من بين القتلى فراي لويس روزاريو، صاحب مقهى تيرا لونا في لورانس، ماساتشوستس، ومقهى تير نيغرا كانتينا في بروفيدنس، رود آيلاند.
أكدت مجموعة بوبولار في الصباح الباكر من يوم 9 أبريل وفاة عدد من أفراد عائلة جرولون: رئيس مجموعة بوبولار إدواردو جرولون وزوجته، وكذلك شقيقته وزوجها.
وأكد أبي نادر أيضًا أن نيلسي كروز ، حاكمة مقاطعة مونتي كريستي وشقيقة لاعب دوري البيسبول الرئيسي السابق نيلسون كروز، كانت من بين القتلى، وعُزيت وفاتها إلى إصابات ناجمة عن سقوط الزجاج.
أفادت التقارير أن ما لا يقل عن 25 مواطنًا فنزويليًا كانوا داخل طائرة جيت سيت وقت الحادث، بمن فيهم مذيعة أخبار تيليميكرو إليانتا كوينتيرو، التي أصيبت بجروح. قُتل عشرة فنزويليين، وجُرح خمسة آخرون، وفُقد آخرون. كما قُتلت امرأة من كولومبيا، بينما أُصيب مواطنان كولومبيان آخران.
وكان من بين القتلى رجل إيطالي كان يعمل طاهياً في المدينة، وامرأة تحمل الجنسية الدومينيكية الإيطالية وكان من بين القتلى أجانب آخرون، بما في ذلك اثنان من فرنسا وواحد من هايتي وآخر من كينيا.
وصل عدد الضحايا المصابين إلى أكثر من 200 شخص، بما في ذلك أعضاء مجلس النواب براي فارغاس وكارلوس جيه جيل رودريجيز وزوجة الأخير. تم الإبلاغ عن اختفاء اثنين من مساعدي رودريجيز. نجا لاعب البيسبول السابق إستيبان جيرمان من الانهيار، بينما قال لاعب البيسبول بيدرو مارتينيز إن العديد من أقاربه فقدوا بعد الانهيار.